# Sapi (Misso)
Sapi – wieś w Estonii, w prowincji Võru, w gminie Misso.